# チョーサー (小惑星)
チョーサー (2984 Chaucer) は、小惑星帯にある小惑星。エドワード・ボーエルがローウェル天文台で発見した。
14世紀のイングランドの詩人、ジェフリー・チョーサーに因んで名付けられた。